# Amastris evexa
Amastris evexa är en insektsart som beskrevs av Broomfield 1976. Amastris evexa ingår i släktet Amastris och familjen hornstritar. Inga underarter finns listade i Catalogue of Life.